# Holmtjärnen (Lysviks socken, Värmland)
Holmtjärnen är en sjö i Sunne kommun i Värmland och ingår i Göta älvs huvudavrinningsområde. Sjön har en area på 0,1 kvadratkilometer och ligger 268,1 meter över havet. Sjön avvattnas av vattendraget Klättbäcken.

## Delavrinningsområde
Holmtjärnen ingår i det delavrinningsområde (665372-134750) som SMHI kallar för Mynnar i Stöpälven. Medelhöjden är 201 meter över havet och ytan är 14,58 kvadratkilometer. Det finns inga avrinningsområden uppströms utan avrinningsområdet är högsta punkten. Klättbäcken som avvattnar avrinningsområdet har biflödesordning 4, vilket innebär att vattnet flödar genom totalt 4 vattendrag innan det når havet efter 337 kilometer. Avrinningsområdet består mestadels av skog (76 procent). Avrinningsområdet har 0,21 kvadratkilometer vattenytor vilket ger det en sjöprocent på 1,4 procent.